# Gitanas Nausėda

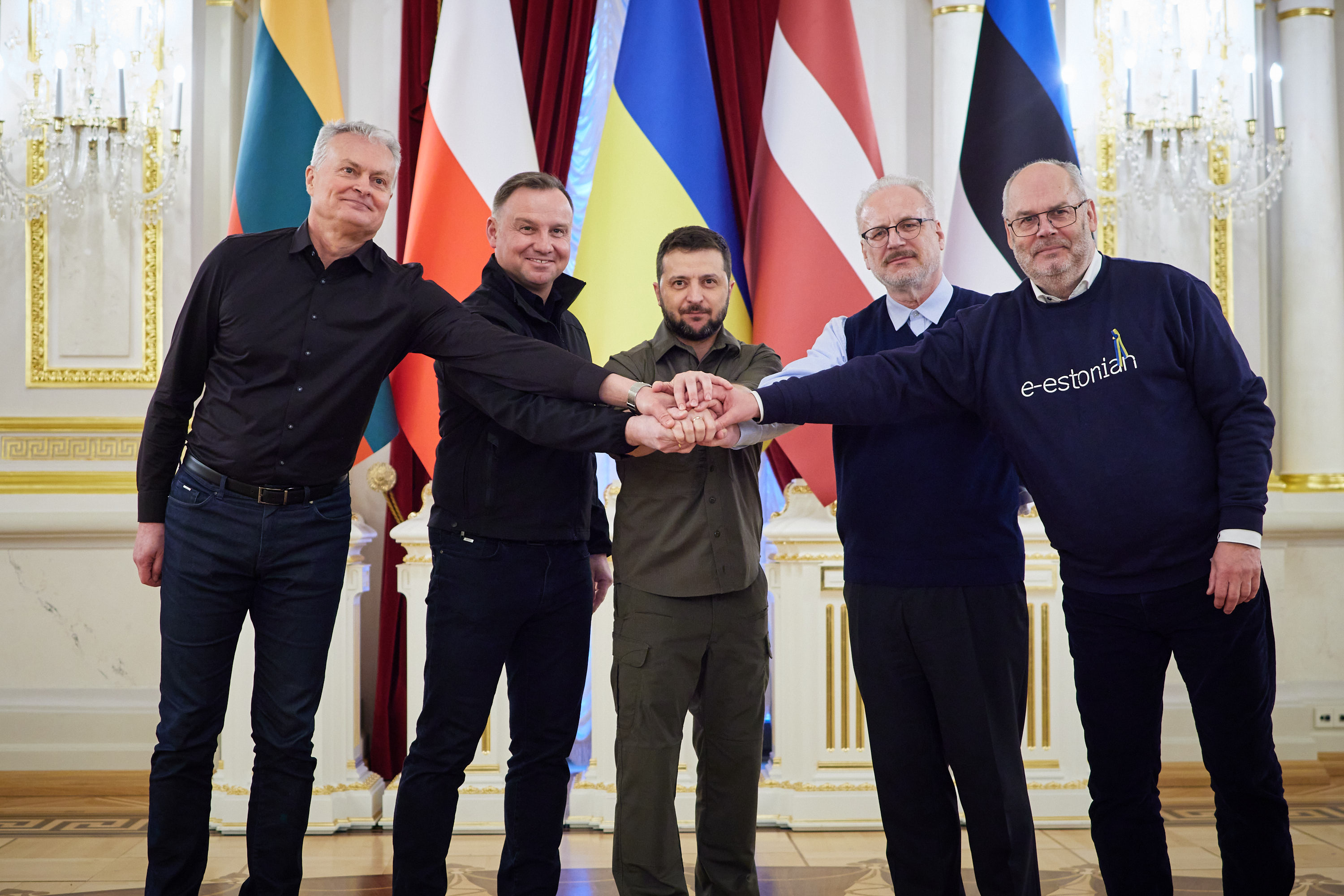
Od lewej: Gitanas Nausėda, Andrzej Duda, Wołodymyr Zełenski, Egils Levits i Alar Karis w Kijowie (2022)

Gitanas Nausėda (ur. 19 maja 1964 w Kłajpedzie) – litewski ekonomista, bankowiec, nauczyciel akademicki i polityk, członek zarządu Banku Litwy w latach 1998–2000. Od 2019 prezydent Litwy.

## Życiorys
W latach 1982–1987 studiował na wydziale ekonomiki przemysłu Uniwersytetu Wileńskiego, a od 1987 do 1989 kształcił się na wydziale ekonomicznym tej uczelni. Doktoryzował się w 1993 z nauk społecznych na macierzystym uniwersytecie, pracę przygotowując podczas stażu naukowego na Uniwersytecie w Mannheim (1990–1992). Staże naukowe odbywał później w Bundestagu w Bonn (1994) i w Banku Światowym w Waszyngtonie (1998).
W latach 1992–1993 pracował w instytucie badawczym zajmującym się zagadnieniami z zakresu ekonomii i prywatyzacji. Od 1993 do 1994 kierował wydziałem rynków finansowych w państwowej służbie do spraw cen i konkurencji. W połowie lat 90. publikował w dziale ekonomicznym dziennika „Lietuvos rytas”. Od 1994 związany z Bankiem Litwy, był zastępcą kierownika wydziału w departamencie nadzoru nad bankami komercyjnymi (1994–1996), dyrektorem departamentu polityki pieniężnej (1996–2000) i członkiem zarządu Banku Litwy (1998–2000).
W 2000 podjął pracę w Vilniaus bankas jako doradca prezesa zarządu. W 2008, po przejęciu tego banku przez Skandinaviska Enskilda Banken i przekształceniu w SEB bankas, pozostał na dotychczasowym stanowisku. W latach 2004–2009 był równocześnie doradcą prezydenta Valdasa Adamkusa.
Zajął się także działalnością akademicką, w latach 1987–2004 pracował w katedrze finansów Uniwersytetu Wileńskiego. W 2010 zaczął wykładać w działającej na tej uczelni szkole biznesowej na stanowisku profesorskim. Autor m.in. monografii Pajamų politika ir ekonomikos stabilizavimas z 1994.
W 2019 wystartował jako niezależny kandydat w wyborach prezydenckich. W pierwszej turze głosowania z 12 maja otrzymał 30,9% głosów, zajmując drugie miejsce i przechodząc do drugiej tury z Ingridą Šimonytė (bezpartyjną kandydatką wspieraną przez Związek Ojczyzny, która dostała 31,2% głosów). W głosowaniu z 26 maja dostał 65,9% głosów, pokonując tym samym swoją konkurentkę i wygrywając wybory. Urzędowanie rozpoczął 12 lipca 2019. W tym samym miesiącu złożył pierwszą wizytę zagraniczną w Polsce.
W grudniu 2023 oficjalnie potwierdził, że będzie ubiegał się o reelekcję w majowych wyborach prezydenckich. W pierwszej turze wyborów z 12 maja 2024 otrzymał 43,95% głosów, zajmując pierwsze miejsce spośród 8 kandydatów. Przeszedł do drugiej tury, w której jego konkurentką została ponownie Ingrida Šimonytė (z poparciem na poziomie 20,05%). 26 maja zwyciężył w drugiej turze wyborów, uzyskując 74,43% głosów.

## Życie prywatne
Żonaty z Dianą Nausėdienė, z którą ma dwie córki.

## Odznaczenia
- Krzyż Wielki ze Złotym Łańcuchem Orderu Witolda Wielkiego (Litwa, 2019)[13]
- Order Księcia Jarosława Mądrego I klasy (Ukraina, 2021)[14][15]
- Łańcuch Orderu Gwiazdy Rumunii (Rumunia, 2022)[16]
- Order Orła Białego (Polska, 2023)[17]
- Medal Rady Bałtyckiej (2021)[18]